# Последний человек на Земле (фильм, 1964)
«Последний человек на Земле» — американо-итальянский фантастический фильм ужасов 1964 года режиссёров Убальдо Рагона и Сидни Салкова, первая экранизация романа Ричарда Мэтисона «Я — легенда». Премьера фильма состоялась 8 марта 1964 года.

## Сюжет
Доктор Роберт Морган, благодаря случайно приобретенному иммунитету, стал единственным выжившим после опустошительной чумы, пронёсшейся над Землей. Герой вынужден спасаться от зомби-вампиров.

## В ролях
- Винсент Прайс — Роберт Морган
- Франка Беттойя — Рут Коллинз, инфицированная женщина
- Эмма Даниэли — Вирджиния Морган, жена Роберта Моргана
- Джакомо Росси-Стюарт — Бен Кортман, бывший друг Роберта, ставший вампиром
- Умберто Рау — доктор Мерсер
- Кристи Куртлэнд — Кэти, дочь Роберта Моргана
- Антонио Кореви — губернатор штата
- Этторе Риботта — ТВ-репортер

## Производство фильма
Первоначально производством фильма должна была заниматься известная производством фильмов ужасов киностудия Hammer Films, однако впоследствии отказалась от него, передав проект API, которая, в свою очередь, нашла партнёра в Италии в лице Produzioni La Regina.